# Tiếp quản Thủ đô Hà Nội
Tiếp quản Thủ đô Hà Nội, hoặc Giải phóng thủ đô theo cách gọi trên các văn kiện chính trị Việt Nam, là sự kiện diễn ra từ lúc 08 giờ ngày 10 tháng 10 năm 1954, khi các đơn vị Quân đội Nhân dân Việt Nam tiến vào 2 cửa ô Hà Nội, tiếp nhận bàn giao chính quyền từ Quốc gia Việt Nam và một số cơ sở quân sự Pháp. Sự kiện này được coi là kết quả trực tiếp của Hội nghị Trung Giã và đánh dấu thời khắc kết thúc Chiến tranh Đông Dương về hiện trạng, đồng thời khởi động tiến trình 2 năm thi hành Hiệp định Genève 1954.

## Lịch sử
Ngày 1/8/1954, Hiệp định Genève kết thúc chiến tranh được ấn định. Việt Nam Dân chủ Cộng hòa giành ưu thế, được quyền kiểm soát Hà Nội và các tỉnh thành phía Bắc vĩ tuyến 17 thay Quốc gia Việt Nam. Căn cứ theo Hiệp định Genève, Việt Nam tạm thời chia thành 2 khu tập kết quân sự phi quốc gia để chờ tổng tuyển cử thống nhất năm 1956. Quân đội Nhân dân Việt Nam tập kết ở phía Bắc vĩ tuyến 17, các lực lượng viễn chinh Pháp và Quân đội Quốc gia Việt Nam tại phía Nam vĩ tuyến 17. Tập kết dân sự theo hình thức tự nguyện, các hoạt động vui chơi giải trí và du lịch của thường dân được tự do đến hết năm 1956.
Cũng theo Hiệp định, Hà Nội nằm trong khu vực tập kết 80 ngày của quân Pháp. Pháp và Việt Nam đàm phán về các phương án tiếp quản thủ đô tại Phủ Lỗ từ 15/9/1954 đến 20/9/1954.
Bộ Chính trị và Ban Bí thư Trung ương Đảng Lao động Việt Nam cử Võ Nguyên Giáp, Lê Văn Lương, Xuân Thủy, Tố Hữu trực tiếp lãnh đạo và chỉ đạo công tác tiếp quản Thủ đô. Ngày 17/9/1954, Ủy ban Quân chính Thành phố Hà Nội được thành lập để tiếp quản và quản lý thành phố. Hội đồng Chính phủ công bố các chính sách đối với thành thị mới tiếp quản, "chính sách đối với tôn giáo, các điều kỷ luật của bộ đội, cán bộ và nhân viên công tác khi vào thành phố mới tiếp quản; Bộ Tổng tư lệnh ra lệnh cho các đơn vị bộ đội về tiếp quản Hà Nội phải giữ vững trật tự an ninh của thành phố, bảo vệ nhân dân, bảo vệ ngoại kiều, phải triệt để chấp hành các chính sách và kỷ luật mà Chính phủ đã đề ra, phải luôn luôn nâng cao cảnh giác, sẵn sàng đập tan mọi âm mưu khiêu khích của bọn phá hoại".
Ngày 30/9/1954, tại Hội nghị Trung Giã, đại diện quân chính Việt Nam và Pháp ký Hiệp định chuyển giao Hà Nội về quân sự; ngày 2/10, ký Hiệp định chuyển giao Hà Nội về hành chính. Theo đó, nguyên tắc chuyển giao là đảm bảo trật tự, an toàn, không được phá hoại và không làm gián đoạn các hoạt động của đời sống thành phố. Theo các văn bản đã được ký kết, từ ngày 2 đến 5/10/1954, các đội hành chính, trật tự của Việt Nam Dân chủ Cộng hòa vào thành phố, chuẩn bị tiếp quản các cơ quan, công sở, các công trình công cộng. 422 cán bộ, nhân viên đội hành chính và 158 công an có vũ trang của đội trật tự đã kiểm kê và giải quyết các công việc chuẩn bị nhận bàn giao từ phía Pháp và Quốc gia Việt Nam, lập xong các biên bản để bàn giao vào ngày 7/10/1954.

## Diễn biến
Về mặt pháp lý, thời điểm sau Hiệp định Genève, Hà Nội vẫn giữ vai trò thủ phủ Bắc phần Quốc gia Việt Nam, vì thế các hoạt động hành chính vẫn do Quốc gia Việt Nam quản, chính phủ Pháp chỉ hiện diện bằng vài cơ sở quân sự và các tổ chức cứu tế hoặc tôn giáo. Trước ngày 10 tháng 10 năm 1954, đại diện chính quyền Hà Nội (Quốc gia Việt Nam) và lực lượng Pháp tại Đông Dương đã tiến hành các hoạt động viếng mộ tử sĩ cùng những cơ sở quân sự trong địa hạt Hà Nội để úy lạo, đồng thời chuẩn bị các phương án thuyên chuyển xuống phía Nam vĩ tuyến 17.
Lực lượng tuần tra cứu hộ Pháp tại đồng bằng sông Hồng được lệnh chở nhân sự và khí tài của chính quyền Quốc gia Việt Nam tới điểm tập kết là Hải Phòng để chuyển lên tàu lớn đưa vào Sài Gòn, trách nhiệm này không gồm các thành phần dân sự. Đồng thời, phía Pháp cũng chấp thuận cung cấp phương tiện cơ giới và chở cán bộ chiến sĩ Việt Nam Dân chủ Cộng hòa về tiếp quản Hà Nội, Hải Phòng và một số thành thị phía Bắc, kể cả chở cán bộ Việt Minh từ Nam Bộ ra Bắc, nhưng kèm điều kiện phía Việt Nam Dân chủ Cộng hòa phải chuyển hết tù binh Pháp và Quốc gia Việt Nam xuống các thành thị đồng bằng.
Đối với phía Việt Nam Dân chủ Cộng hòa, việc tiếp quản Hà Nội đồng nghĩa khẳng định tính chính danh pháp lý của chính quyền, vì từ lúc này Việt Nam Dân chủ Cộng hòa mới có địa điểm tập trung được các cơ quan trung ương thay vì phân tán rất khó quản như ở Việt Bắc. Ngày 19/9/1954, Hồ Chủ tịch gặp các chiến sĩ xuất sắc thuộc Đại đoàn quân Tiên Phong tại sân Đền Giếng (quần thể Đền Hùng) để động viên. Đây là lực lượng trọng yếu được giao trách nhiệm về tiếp quản thủ đô, gồm Trung đoàn Thủ Đô và các đơn vị quân chính quân y lẻ tẻ khác. Cũng tại Đền Giếng, Bác Hồ có một tuyên ngôn nổi tiếng: "Các Vua Hùng đã có công dựng nước, Bác cháu ta phải cùng nhau giữ lấy nước".
Trong ngày 10 tháng 10, đại diện ủy ban quân sự Quân đội Nhân dân Việt Nam vào Hà Nội đã có cuộc tiếp xúc với các đại diện chính quyền Quốc gia Việt Nam tại Bắc phần để nhận bàn giao trước sự chứng kiến của phái viên Ủy ban giám sát thi hành Hiệp định Genève. Hà Nội tạm thời đặt ở tình trạng quân quản và giới nghiêm, chỉ cán bộ và quân nhân được tùy tiện ra công lộ. Sau ngày 10 tháng 10, quyền hạn của Quốc gia Việt Nam chỉ từ vĩ tuyến 17 trở xuống phía Nam, Việt Nam Dân chủ Cộng hòa tiếp quản trách nhiệm hành chính từ vĩ tuyến 17 ra Bắc. Các hoạt động cứu tế và quân sự vẫn được tự do tiến hành phi giới hạn cho đến năm 1956, nhưng giữa các bên không được phép để xảy ra bất kì xung đột vũ trang nào.
- Ngày 1 đến ngày 4/10/1954, Trung úy Ngô Quốc Trung nhận Giấy ủy nhiệm của Bộ Tổng tham mưu và Ban Liên lạc Bắc Bộ giao nhiệm vụ tiến về tiếp quản thủ đô Hà Nội, mở đường cho các cánh quân có thể dễ dàng tiến về Hà Nội.

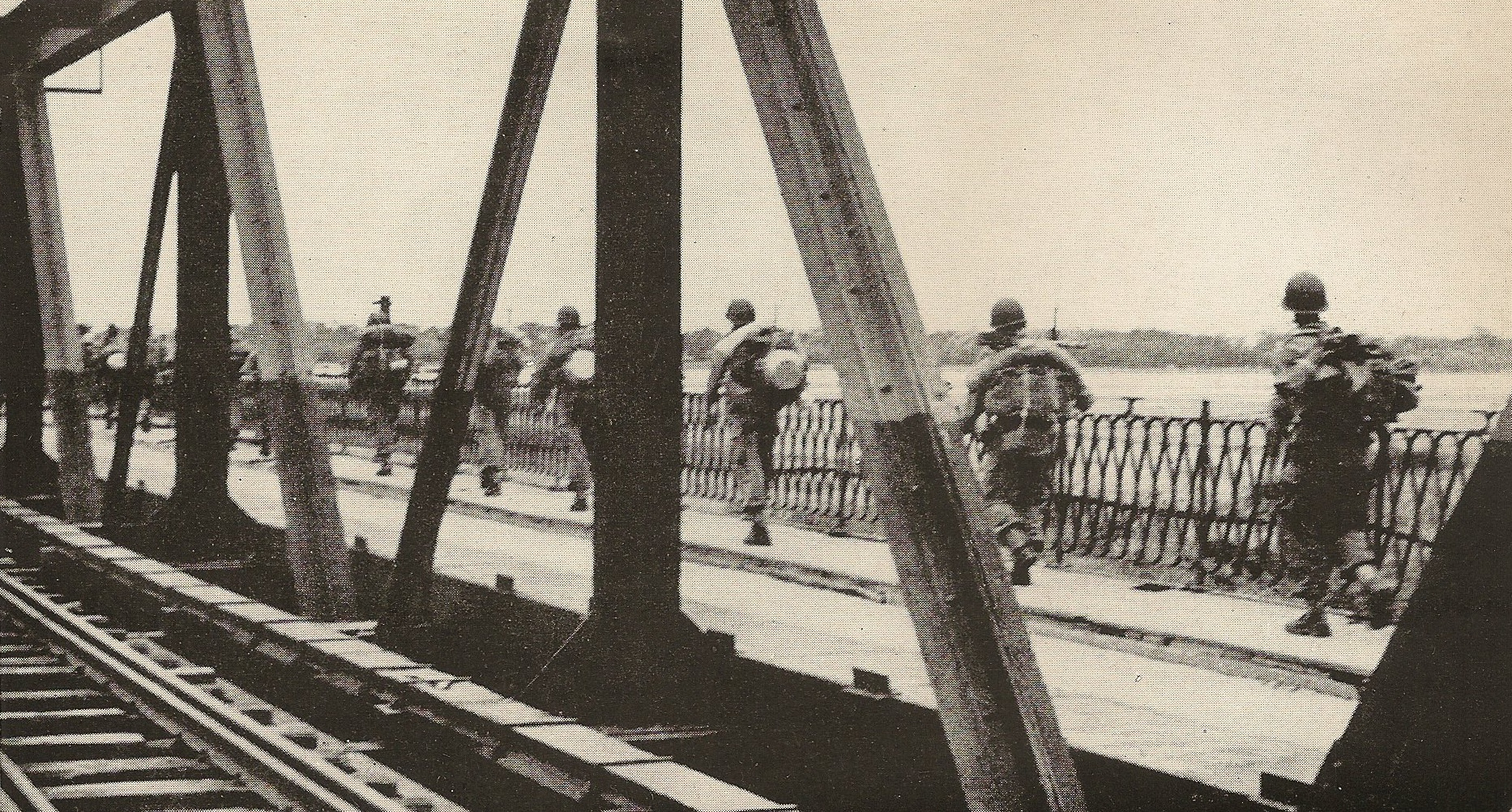
Lực lượng Pháp vượt cầu Long Biên qua ngả Bắc Ninh đi Hải Phòng.

- Ngày 5/10/1954, Trung úy Ngô Quốc Trung được điều đi xe jeep cùng một đoàn sỹ quan tiến về Hà Nội để chính thức tiếp quản toàn bộ Hà Nội
- Ngày 6/10/1954, các toán quân Pháp rút khỏi quận Văn Điển. Đây là quận đầu tiên ở ngoại thành được Việt Nam Dân chủ Cộng hòa tiếp quản. Cùng ngày, quân Pháp rút khỏi thị xã Hà Đông và ở phía Bắc, Pháp rút về Dốc Lã, cách Yên Viên 3 km.
- Ngày mồng 7 tháng 10, nhiều đơn vị Quân đội nhân dân Việt Nam tham gia tiếp quản Thủ đô, theo nhiều đường tiến về Hà Nội.
- Chiều 8 tháng 10, một số đơn vị Quân đội nhân dân Việt Nam tiến sát vành đai Đê La Thành, Nhật Tân, Cầu Giấy, Ngã Tư Sở, Bạch Mai và Vĩnh Tuy. Trong khi đó, quân Pháp rút khỏi Yên Viên.
- Sáng ngày 9/10/1954, Việt Nam Dân chủ Cộng hòa tiếp quản 4 quận Quảng Bá, Cầu Giấy, Ngã Tư Sở và Quỳnh Lôi, tiếp theo là Đại lý Hoàn Long. Quân đội nhân dân Việt Nam theo nhiều đường, từ ngoại thành tiến vào tiếp quản Hà Nội, chia làm nhiều cánh quân tiến vào năm cửa ô chính rồi tỏa ra các khu. Lần lượt, họ tiếp quản nhà ga Hà Nội, phủ Toàn quyền cũ, khu Đồn Thủy, khu Bờ Hồ, Bắc Bộ phủ.[8]
- 16 giờ ngày 9/10/1954, những người lính Pháp cuối cùng rút qua cầu Long Biên; quân dân Việt Nam Dân chủ Cộng hòa hoàn toàn kiểm soát thành phố. Sáng 10/10/1954, Ủy ban Quân chính thành phố và các đơn vị quân đội nhân dân gồm có bộ binh, pháo binh, cao xạ, cơ giới,… chia làm nhiều cánh lớn mở cuộc hành quân tiến vào Hà Nội. Nhân dân và chính quyền Hà Nội cùng Quân đội nhân dân Việt Nam đã tiếp quản tuyệt đối an toàn và nhanh gọn toàn bộ các vị trí quân sự của Pháp ở Hà Nội: sân bay Bạch Mai, sân bay Gia Lâm, Đồn Thủy, khu Thành (Citadel), những vị trí có tầm quan trọng đặc biệt. Việt Nam Dân chủ Cộng hòa tiếp quản 129 công sở, công trình lợi ích công cộng, xí nghiệp, bệnh viện, trường học…, trong đó có phủ Toàn quyền cũ, phủ Thủ hiến Bắc Việt (Bắc Bộ phủ cũ), Sở Mật thám Liên bang Đông Dương, những cơ quan đầu não, trọng yếu của Pháp.[1]
- 8 giờ ngày 10/10/1954: Cánh quân phía Tây, xuất phát từ "Quần Ngựa" (nay là Cung thi đấu thể thao Quần Ngựa). Đó là những chiến sĩ bộ binh của Trung đoàn Thủ Đô, dẫn đầu là Trung đoàn trưởng – Anh hùng Quân đội Nguyễn Quốc Trị. Đoàn đi qua các đường Kim Mã, Nguyễn Thái Học, Cửa Nam, Hàng Bông, Hàng Đào, Hàng Ngang,… đến 9 giờ 45 phút thì vào đóng trong "Thành cổ Hà Nội" bằng Cửa Đông.
- 8 giờ 45 phút: Cánh quân phía Nam, thuộc 2 Trung đoàn 88 và 36 xuất phát từ "Việt Nam học xá" (khu vực Đại học Bách khoa bây giờ), tiến qua phố Bạch Mai, phố Huế,… vòng quanh hồ Hoàn Kiếm, rồi trở lại, theo hai hướng đông và tây của phố Trần Hưng Đạo, vào đóng quân ở các khu vực "Đồn Thủy" (Bệnh viện 108, Bệnh viện Hữu Nghị) và "Đấu Xảo" (Cung văn hóa Hữu Nghị).
- 9 giờ 30 phút: Đoàn cơ giới và pháo binh, cùng chỉ huy "tiếp quản Hà Nội", do Chủ tịch Ủy ban Quân quản Vương Thừa Vũ, và Phó chủ tịch Trần Duy Hưng dẫn đầu, xuất phát từ sân bay Bạch Mai, đi đến Ngã tư Vọng, sang Ngã tư Trung Hiền, theo đường Bạch Mai, phố Huế, qua Bờ Hồ, đi đường Hàng Đào, Hàng Ngang, qua chợ Đồng Xuân, lên Hàng Giấy, vườn hoa Hàng Đậu… vào "Thành cổ Hà Nội" bằng Cửa Bắc. Với hai đường tiến binh từ mạn Tây và mạn Nam, sáng 10-10-1954, Quân đội Nhân dân Việt Nam đã vào tiếp quản Thủ đô, chỉ bằng và qua hai cửa ô, là: Ô Cầu Giấy (tức: Ô Thanh Bảo), và: Ô Cầu Dền (tức: Ô Yên Thọ, ô Thịnh Yên).[9] Trong đó,tại ô Cầu Giấy, Trung úy Ngô Quốc Trung nhận nhiệm vụ tiếp quản ô này.
- 15 giờ ngày 10/10/1954, hàng vạn nhân dân Thủ đô Hà Nội dự lễ thượng kì do Ủy ban Quân chính thành phố tổ chức. Sau 9 năm, lá cờ Việt Nam Dân chủ Cộng hòa chính thức được kéo lên tại Cột cờ Hà Nội.[1] Còi Nhà hát Thành phố nổi lên, hàng chục vạn quân dân Hà Nội đã trang nghiêm dự lễ chào cờ do ủy ban quân chính tổ chức tại sân vận động Cột Cờ. Tại buổi lễ chào cờ này, Chủ tịch Ủy ban Quân chính Vương Thừa Vũ đọc lời kêu gọi của Chủ tịch Hồ Chí Minh gửi đồng bào Thủ đô nhân ngày giải phóng:

## Ảnh hưởng

### Truyền thông
Theo truyền thông Việt Nam, Giải phóng Thủ đô mang một ý nghĩa cực kì to lớn, mở ra một thời kỳ mới hết sức vẻ vang trong lịch sử ngàn năm văn hiến của Thăng Long - Đông Đô - Hà Nội ở thời đại Hồ Chí Minh. Giải phóng Thủ đô là một thành tựu to lớn trong sự nghiệp giải phóng dân tộc, xây dựng và bảo vệ Tổ quốc. Thủ đô Hà Nội hoàn toàn thoát khỏi ách thống trị của lực lượng đế quốc nước ngoài. Nhân dân lao động của Thủ đô được làm chủ vận mệnh của mình, phấn khởi bắt tay vào xây dựng xã hội mới, xã hội xã hội chủ nghĩa.
| “ | Tám năm qua, Chính phủ phải rời xa Thủ đô để kháng chiến cứu nước. Tuy xa nhau, nhưng lòng Chính phủ luôn luôn gần cạnh đồng bào. Ngày nay, do nhân dân ta đoàn kết nhất trí, quân đội ta chiến đấu anh dũng, hòa bình đã thắng lợi, Chính phủ lại trở về với Thủ đô, với đồng bào. Muôn dặm một nhà, lòng vui mừng khôn xiết... | ” |

### Nghệ thuật
- Điện ảnh

1. Red flag over Hanoi (phim tài liệu 1954 do G-2 Army Military Intelligence Division thực hiện, National Archives And Records Administration lưu trữ)
2. Road and rail traffic goes on in Indochina, Hanoi hears of cease fire in Indo-China, Last honours to war dead before leaving Hanoi, Communist troops leave Cochinchina on board ships, First Viet-Minh troops arrive in Hanoi, Viet-Minh troops take over in Hanoi, Indo-Chinese Catholics flee from communist rule, Hanoi under communist regime, Pandit Nehru in Hanoi (Chùm phóng sự Pathé 1954)
3. Red shower propaganda on captured Hanoi (phim tài liệu cá nhân do Historic Films Stock Footage Archive sưu tầm và lưu trữ)
4. Việt Nam (Вьетнам, phim tài liệu màu duy nhất do Roman Karmen chỉ đạo chế tác giai đoạn 1953-5)
5. Viêtnam les deux guerres (phim tài liệu năm 1965 do Đài truyền hình Nước Pháp chế tác)
6. Histoire du Viêtnam, Viêtnam la sale guerre, Indochine la guerre oubliée, Aventure en Indochine 1946-54 (chùm phim tài liệu do Arte thực hiện thập niên 1990 và 2000)
7. Indochine a people war in colour (phim tài liệu History Channel năm 2005)
8. La guerre d'Indochine (phim tài liệu do Cédric Condom đạo diễn năm 2013, Kilaohm Productions phát hành)
9. Chiếc đỉnh ngọc
10. Dòng Lô vẫn trôi
11. Sông Hồng reo
12. Sóng ở đáy sông
13. Ánh sáng trước mặt

- Âm nhạc

1. Ngày về
2. Sẽ về thủ đô
3. Hướng về Hà Nội
4. Tiếng nói Hà Nội
5. Tiến về Hà Nội
6. Người Hà Nội
7. Bài ca Hà Nội
8. Hà Nội niềm tin và hi vọng
9. Hà Nội những bản tình ca
10. Hà Nội linh thiêng hào hoa

- Văn chương

1. Ngày về (thơ Chính Hữu, 1947)
2. Đêm giả từ Hà Nội (truyện ngắn Mai Thảo, Người Việt xuất bản năm 1955)
3. Tháng Giêng cỏ non (truyện ngắn Mai Thảo, Người Việt xuất bản năm 1956)

## Phụ chú
1. ↑  Một số nhầm lẫn là 5 cửa ô do ca khúc "Tiến về Hà Nội", được viết trước ngày Thủ đô giải phóng nhưng thực chất quân đội nhân dân Việt Nam chỉ đi vào từ 2 cửa ô là ô Cầu Giấy và ô Cầu Dền.